# 본선인도
본선인도(free on board, FOB)는 CIF와 함께 가장 많이 무역 거래조건으로 쓰이는 용어이다. 약속된 화물을 구매자측이 부른 선박에 싣고 본선에서의 화물인도 완료까지 모든 비용과 위험을 판매자측에서 부담하는 것으로 해상운임이나 선적 이후의 비용은 구매자측의 부담이 된다. 본선인도 가격은 본선 선적가격 또는 수출항 본선 인도가격이라고도 말하며, 무역상품을 선적항구에서 구매자측에 인도할 때의 가격을 말한다.

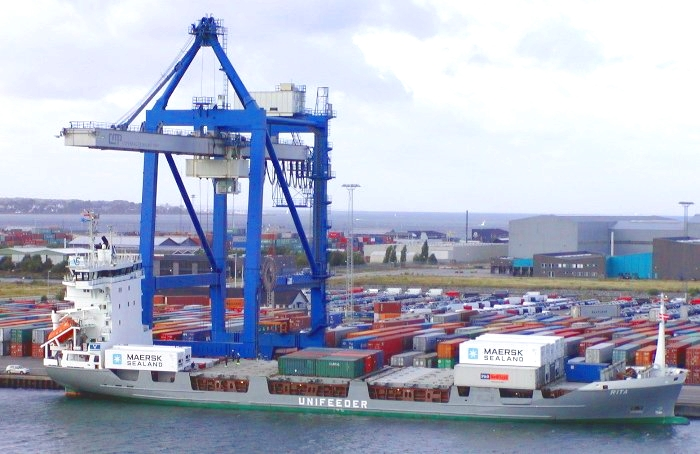
적재 중인 컨테이너선